# Стрельба из лука на летних Олимпийских играх 1904 — двойной национальный круг
Соревнования по стрельба из лука в двойном национальном круге среди женщин на летних Олимпийских играх 1904 прошли 20 сентября. Приняли участие шесть спортсменок из одной страны.

## Призёры
| Золото              | Серебро      | Бронза            |
| Матильда Хауэлл США | Эмма Кук США | Джесси Поллок США |

## Соревнование
| Место | Спортсмен             | Результат |
| ----- | --------------------- | --------- |
| 1     | Матильда Хауэлл (USA) | 620       |
| 2     | Эмма Кук (USA)        | 419       |
| 3     | Джесси Поллок (USA)   | 419       |
| 4     | Лора Вудрафф (USA)    | 234       |
| 5     | Мэйбл Тейлор (USA)    | 160       |
| 6     | Луиза Тейлор (USA)    | 159       |